# Agostino Codazzi
Agostino Codazzi (Lugo, 12 de juliol de 1772 - Espiritu Santo, Colòmbia, 7 de febrer de 1859) fou un enginyer i explorador italià.
Ingressà com a voluntari en un regiment d'artilleria francès (1812), assistint a les Batalla de Lützen (1813), Bautzen, Leipzig i altres, fins a l'abdicació de Napoleó Bonaparte, després de la qual es retirà del servei per a dedicar-se al comerç a Constantinoble.
Emprengué una llarga sèrie de viatges en els que va recórrer quasi tot Europa, i el 1817 s'embarcà per a Colòmbia amb el propòsit d'oferir els seus serveis a Bolivar, que llavors lluitava per la Independència americana, però el vaixell en què viatjava naufragà en les costes de Florida, on serví durant alguns anys a les ordes d'un cabdill mexicà, fins que va poder arribar a Colòmbia, el qual Estat li reconegué el grau tinent coronel d'artilleria (1826); aixecà els planells de la badia i barra del llac Maracaibo (1828-29), tresà un pla de mobilització militar, i aixecà els forts de San Carlos i Bajo Seco i el mapa hidrogràfic de Goajira.
Des de 1831 fins a 1838 aixecà el mapa topogràfic de Veneçuela i els seus departaments, ja separada de Colòmbia, i acabats aquests treballs ascendí a coronel. Des de 1838 fins a 1839 explorà els deserts de la Guaiana arribant molt a prop de les fonts de riu Orinoco, concedint-li el Congrés de Veneçuela una quantitat per la publicació de les seves obres, que aparegueren a París, entre elles l'important Resumen de geografia de Venezuela (1841, al que acompanyava un interessant mapa i un atles de 19 fulls, que és la base dels estudis geogràfics d'aquella República. Aquesta obra fou editada i renovada el 1875 per l'historiador i polític Miguel G. Tejera
De retorn a Amèrica va contraure matrimoni (1848) i entrà al servei de Nova Granada per aixecar un mapa, que acabà el 1852, i estudiar la possibilitat d'obrir el canal de Panamà. A més, ocupà els càrrecs de director de l'escola de matemàtiques de Caracas, d'instructor general de l'escola pràctica d'artilleria i governador de Barinas. Va combatre per a restablir el derrotat govern de Mosquera fins a assolir el triomf.